# Regeringen Lipponen II
Regeringen Lipponen II var Republiken Finlands 67:e regering. Det var en koalitionsministär bestående av Finlands socialdemokratiska parti, Samlingspartiet, Svenska folkpartiet, Vänsterförbundet och Gröna förbundet. Regeringen var verksam 15 april 1999–17 april 2003. De gröna lämnade regeringen 31 maj 2002 i protest mot beslutet att bygga kärnkraftsanläggningar.

## Ministrar
| Minister                                                                  | Period                                                            | Parti                     |
| ------------------------------------------------------------------------- | ----------------------------------------------------------------- | ------------------------- |
| Statsminister Paavo Lipponen                                              | 15.4.1999 – 17.4.2003                                             | SDP                       |
| Utrikesminister Tarja Halonen Erkki Tuomioja                              | 15.4.1999 – 25.2.2000 25.2.2000 – 17.4.2003                       | SDP                       |
| Justitieminister Johannes Koskinen                                        | 15.4.1999 – 17.4.2003                                             | SDP                       |
| Inrikesminister Kari Häkämies Ville Itälä                                 | 15.4.1999 – 1.9.2000 1.9.2000 – 17.4.2003                         | Saml Saml.                |
| Försvarsminister Jan-Erik Enestam                                         | 15.4.1999 – 17.4.2003                                             | SFP                       |
| Finansminister Sauli Niinistö                                             | 15.4.1999 – 17.4.2003                                             | Saml.                     |
| Minister i finansministeriet Suvi-Anne Siimes                             | 15.4.1999 – 17.4.2003                                             | Vänst.                    |
| Undervisningsminister Maija Rask                                          | 15.4.1999 – 17.4.2003                                             | SDP                       |
| Jord- och skogsbruksminister Kalevi Hemilä Raimo Tammilehto Jari Koskinen | 15.4.1999 – 1.2.2002 1.2.2002 – 31.5.2002 31.5.2002 – 17.4.2003   | – (opol.) – (opol.) Saml. |
| Trafikminister Olli-Pekka Heinonen                                        | 15.4.1999 – 1.9.2000                                              | Saml.                     |
| Kommunikationsminister Olli-Pekka Heinonen Kimmo Sasi                     | 1.9.2000 – 4.1.2002 4.1.2002 – 17.4.2003                          | Saml.                     |
| Handels- och industriminister Erkki Tuomioja Sinikka Mönkäre              | 15.4.1999 – 25.2.2000 25.2.2000 – 17.4.2003                       | SDP                       |
| Social- och hälsovårdsminister Maija Perho                                | 15.4.1999 – 17.4.2003                                             | Saml.                     |
| Omsorgsminister Eva Biaudet Osmo Soininvaara Eva Biaudet                  | 15.4.1999 – 14.4.2000 14.4.2000 – 19.4.2002 19.4.2002 – 17.4.2003 | SFP Gröna SFP             |
| Arbetsminister Sinikka Mönkäre Tarja Filatov                              | 15.4.1999 – 25.2.2000 25.2.2000 – 17.4.2003                       | SDP                       |
| Miljöminister Satu Hassi Jouni Backman                                    | 15.4.1999 – 31.5.2002 31.5.2002 – 17.4.2003                       | Gröna SDP                 |
| Kulturminister Suvi Lindén Kaarina Dromberg                               | 15.4.1999 – 5.6.2002 5.6.2002 – 17.4.2003                         | Saml.                     |
| Region- och kommunminister Martti Korhonen                                | 15.4.1999 – 17.4.2003                                             | Vänst.                    |
| Utrikeshandelsminister Kimmo Sasi Jari Vilén                              | 15.4.1999 – 4.1.2002 4.1.2002 – 17.4.2003                         | Saml.                     |